# Metallica: Крізь неможливе
«Metallica: Крізь неможливе» (англ. Metallica: Through the Never) — американський концертний фільм режисера Німрода Антала (був також сценаристом), що вийшов 2013 року. У головних ролях Дейн ДіХаан й учасники гурту Metallica. Стрічку названо за піснею «Through the Never» з альбому «Metallica».
Сценаристами також були учасники гурту Metallica, продюсером — Шарлотта Хаґґінс. Вперше фільм продемонстрували 9 вересня 2013 року у Канаді на Міжнародному кінофестивалі у Торонто. В Україні у кінопрокаті прем'єра фільму відбулася 3 жовтня 2013 року.

## Сюжет
Американський рок-гурт Metallica дає концерт на переповненому стадіоні. Проте для їхнього виступу потрібно речі з однієї сумки. За нею відправляють працівника обслуговчого персоналу, Трипа. Супроводжуючи сумку, йому прийдеться перетерпіти багато чого.

## У ролях
| Актор            | Персонаж                          | Роль                                   |
| ---------------- | --------------------------------- | -------------------------------------- |
| Дейн ДеХаан      | Тріп (англ. Trip)                 | мовчазний герой                        |
| Джеймс Гетфілд   | грає себе (англ. James Hetfield)  | фронтмен і ритм-гітарист Metallica     |
| Кірк Геммет      | грає себе (англ. Kirk Hammett)    | соло-гітарист і бек-вокаліст Metallica |
| Роберт Трухільйо | грає себе (англ. Robert Trujillo) | бас-гітарист і бек-вокаліст Metallica  |
| Ларс Ульріх      | грає себе (англ. Lars Ulrich)     | ударник Metallica                      |

## Сприйняття

### Критика
Фільм отримав позитивні відгуки: Rotten Tomatoes дав оцінку 78% на основі 63 відгуків від критиків (середня оцінка 6,6/10) і 86% від глядачів із середньою оцінкою 4,2/5 (7,756 голосів). Загалом на сайті фільми має позитивний рейтинг, фільму зарахований «стиглий помідор» від кінокритиків і «попкорн» від глядачів, Internet Movie Database — 7,7/10 (3 480 голосів), Metacritic — 61/100 (24 відгуки критиків) і 7,7/10 від глядачів (37 голосів). Загалом на цьому ресурсі від критиків і від глядачів фільм отримав позитивні відгуки.

### Касові збори
Під час показу у США, що розпочався 27 вересня 2013 року, протягом першого тижня фільм показали у 305 кінотеатрах і він зібрав $1,576,561, що на той час дозволило йому зайняти 14 місце серед усіх прем'єр. Станом на 27 жовтня 2013 року показ фільму триває 31 день (4,4 тижня). За цей час фільм зібрав у прокаті у США $3,422,400 при бюджеті $18 млн.
Під час показу в Україні, що стартував 3 жовтня 2013 року, протягом першого тижня фільм показали у 55 кінотеатрах і він зібрав $117,724, що на той час дозволило йому зайняти 4 місце серед усіх прем'єр. В Україні фільм зібрав $172,898. Із цим показником стрічка зайняла 71 місце у кінопрокаті за касовими зборами.

## Музика
Музику до фільму «Metallica: Крізь неможливе» було випущено 24 вересня 2013 року власним лейблом Metallica «Blackened Recordings».
| Диск 1 | Диск 1                    | Диск 1     |
| #      | Назва                     | Тривалість |
| ------ | ------------------------- | ---------- |
| 1.     | «The Ecstasy Of Gold»     | 3:22       |
| 2.     | «Creeping Death»          | 6:36       |
| 3.     | «For Whom the Bell Tolls» | 5:09       |
| 4.     | «Fuel»                    | 4:29       |
| 5.     | «Ride The Lightning»      | 6:36       |
| 6.     | «One»                     | 7:27       |
| 7.     | «The Memory Remains»      | 4:39       |
| 8.     | «Wherever I May Roam»     | 6:44       |
| 9.     | «Cyanide»                 | 6:39       |
| 10.    | «...And Justice For All»  | 9:46       |

| Диск 2 | Диск 2                 | Диск 2     |
| #      | Назва                  | Тривалість |
| ------ | ---------------------- | ---------- |
| 1.     | «Master Of Puppets»    | 8:36       |
| 2.     | «Battery»              | 5:12       |
| 3.     | «Nothing Else Matters» | 6:28       |
| 4.     | «Enter Sandman»        | 5:31       |
| 5.     | «Hit The Lights»       | 4:16       |
| 6.     | «Orion»                | 8:28       |

### Виноски
1. 1 2  Metallica: Through the Never: Release Info (англ.). Internet Movie Database. Архів оригіналу за 26 серпня 2013. Процитовано 28 жовтня 2013.
2. 1 2  Metallica: Крізь неможливе. Kino-teatr.ua. Архів оригіналу за 2 жовтня 2013. Процитовано 28 вересня 2013.
3. 1 2 3  Metallica Through the Never (англ.). Box Office Mojo. Архів оригіналу за 26 вересня 2013. Процитовано 28 вересня 2013.
4. 1 2  Metallica: Through the Never (англ.). Internet Movie Database. Архів оригіналу за 26 вересня 2013. Процитовано 28 вересня 2013.
5. ↑  Metallica Through the Never (англ.). Allrovi. Процитовано 28 вересня 2013.[недоступне посилання з червня 2019]
6. ↑  Full cast and crew for Metallica: Through the Never (англ.). Internet Movie Database. Архів оригіналу за 27 липня 2013. Процитовано 28 вересня 2013.
7. ↑  Metallica Through the Never (англ.). Rotten Tomatoes. Архів оригіналу за 29 листопада 2017. Процитовано 28 жовтня 2013.
8. ↑  Metallica: Through the Never (англ.). Metacritic. Архів оригіналу за 27 вересня 2013. Процитовано 28 жовтня 2013.
9. ↑  Metallica: Through the Never — Ukraine Weekend Box Office (англ.). Box Office Mojo. Процитовано 28 жовтня 2013.
10. ↑  Ukraine Yearly Box Office. 2013 (англ.). Box Office Mojo. Архів оригіналу за 23 листопада 2013. Процитовано 28 жовтня 2013.
11. 1 2  Katie Hasty (29 липня 2013). Metallica releasing 'Metallica: Through the Never' movie soundtrack (англ.). HitFix. Архів оригіналу за 1 серпня 2013. Процитовано 28 вересня 2013. [Архівовано 1 серпня 2013 у Wayback Machine.]